# 馬自達雄

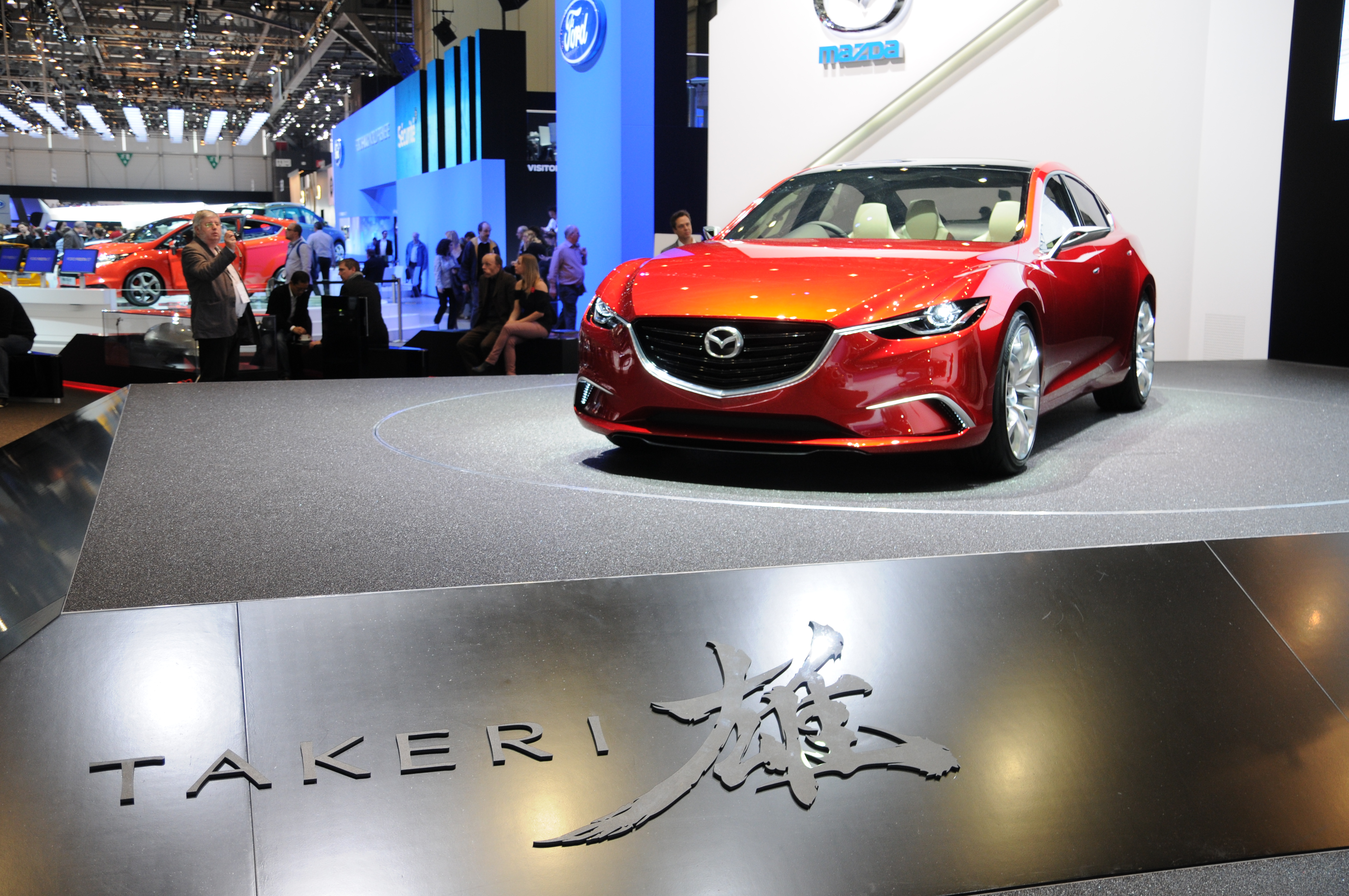
馬自達雄

馬自達雄（日语：マツダ・雄〔たけり〕；Mazda Takeri）是一款由日本馬自達公司開發的概念車。

## 概要
該款車先於2011年12月3日的第42屆東京車展面世，接著在2012年3月的日內瓦國際車展展示，是一輛中型概念車，也是第三代馬自達6的雛型。
由於馬自達自2010年起表示最新車型設計概念為「魂動 - Soul of Motion」，此款概念車呼應此一概念，車身線條帶有運動感。引擎與變速箱皆搭載該公司最新研發之創馳藍天技術（SKYACTIV technology），以及I-ELOOP動能回收系統，兼顧動力與燃油經濟表現。其中SKYACTIV-D型柴油引擎具有14.0:1的低壓縮比、雙渦輪增壓設計，搭配6速SKYACTIV-DRIVE自排變速系統，可輸出175ps / 4,500rpm的最大馬力、42.8kg·m / 2,000rpm的扭力峰值。此外，該款概念車也安置了I-Stop怠速熄火系統，可有效節省燃油。

## 車輛規格
- 全長：4,850mm
- 全寬：1,870mm
- 全高：1,430mm
- 軸距：2,830mm
- 座位：4人
- 引擎：2.2L SKYACTIV-D型柴油引擎（含i-Stop引擎怠速熄火系統）
- 變速箱系統：SKYACTIV-Drive六速自排變速箱
- 驅動方式：FF
- i-ELOOP煞車動能回充系統
- 懸吊避震系統：前麥花臣支柱式懸吊、後多連桿懸吊
- 輪胎規格：245/40R20
- 輪圈規格：9.5J

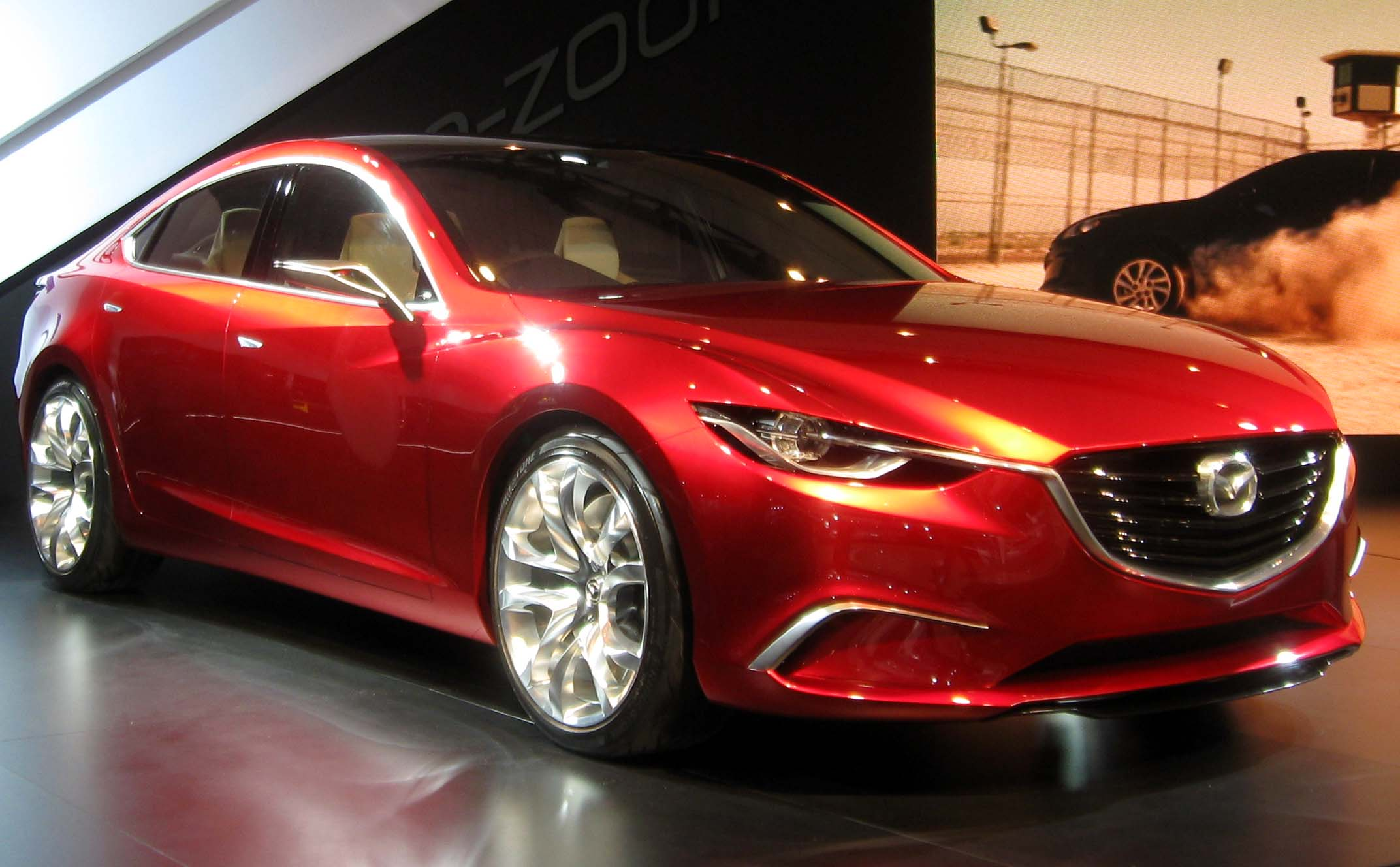
車頭
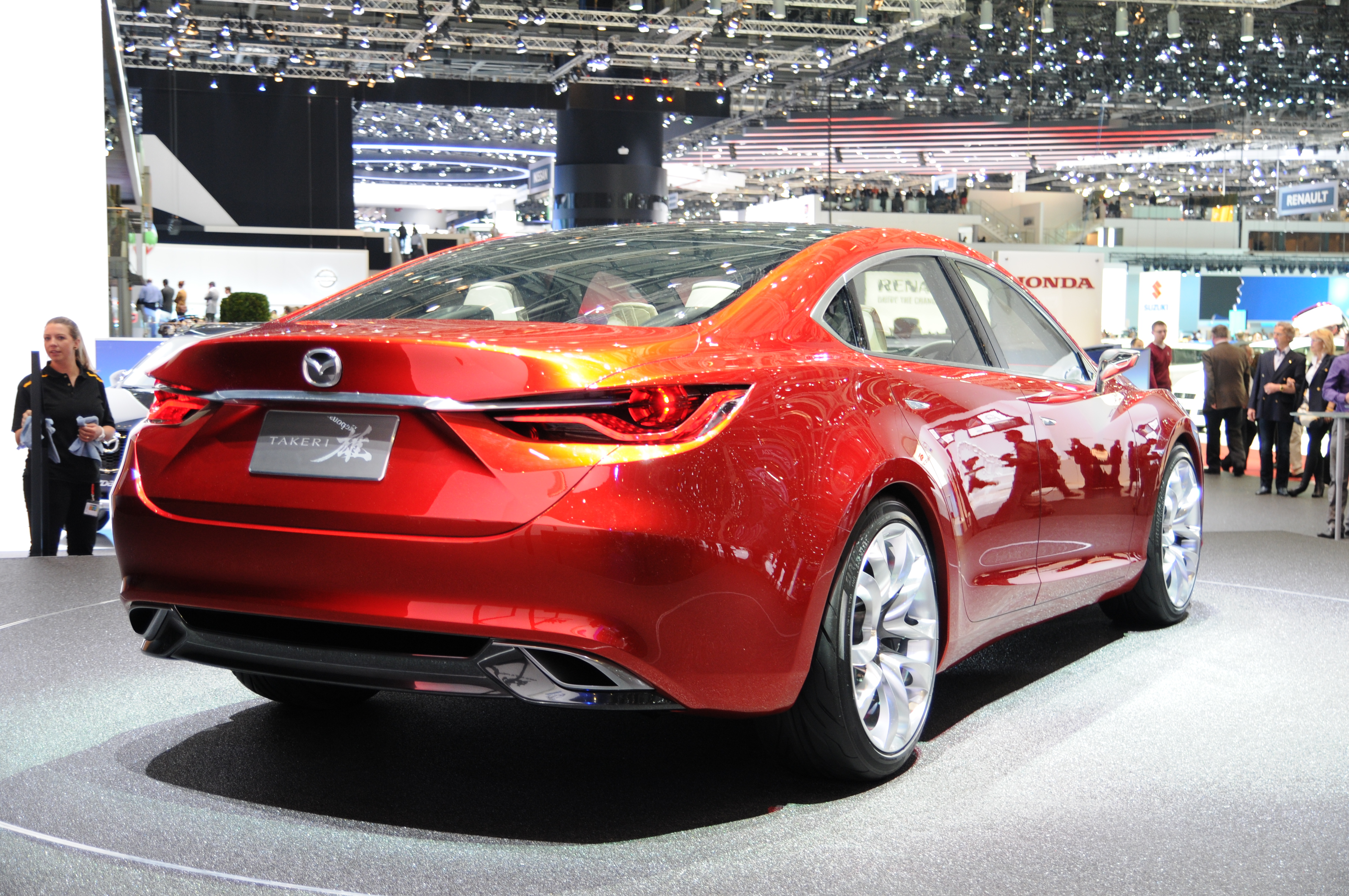
車尾
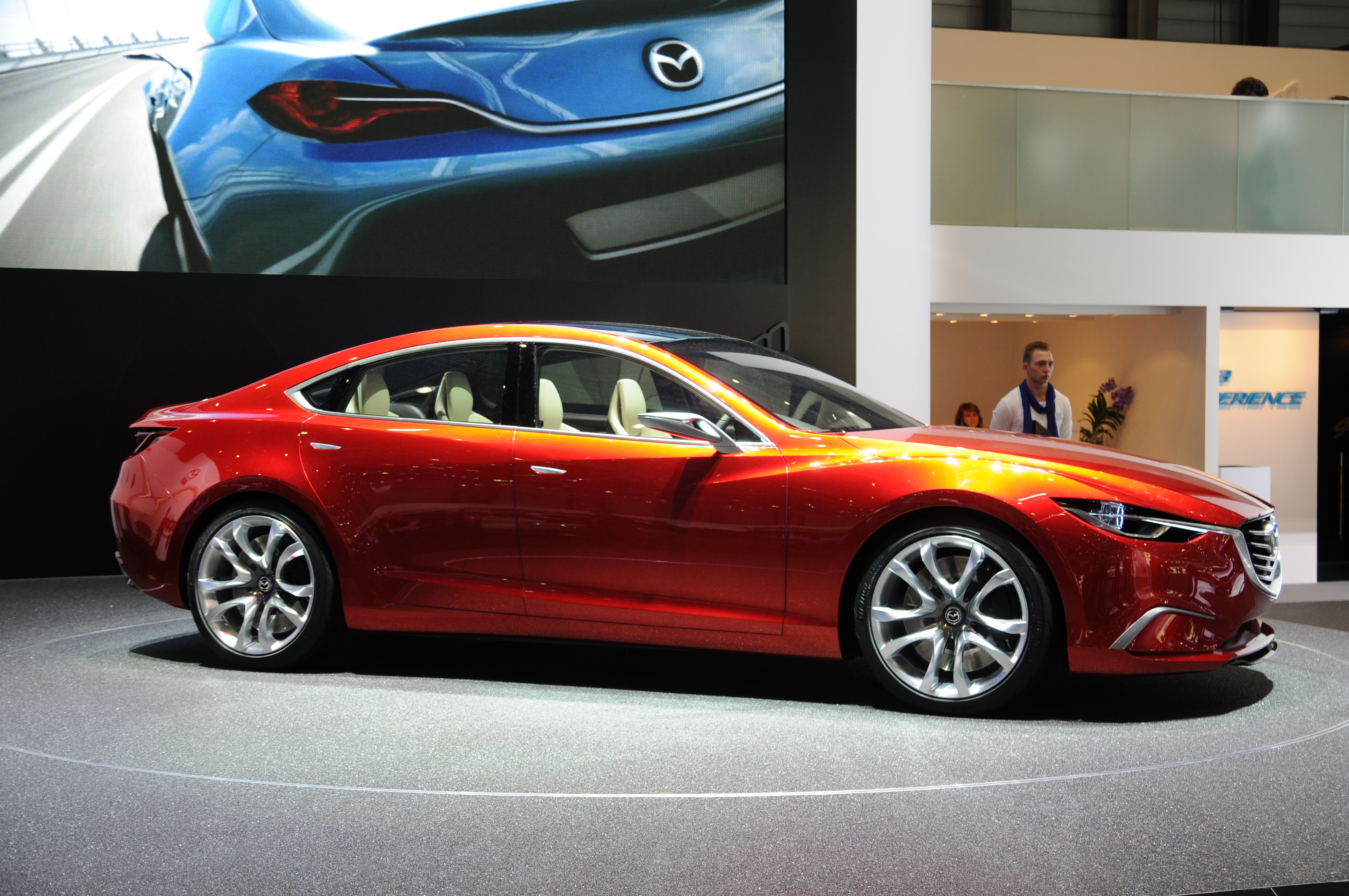
車右側
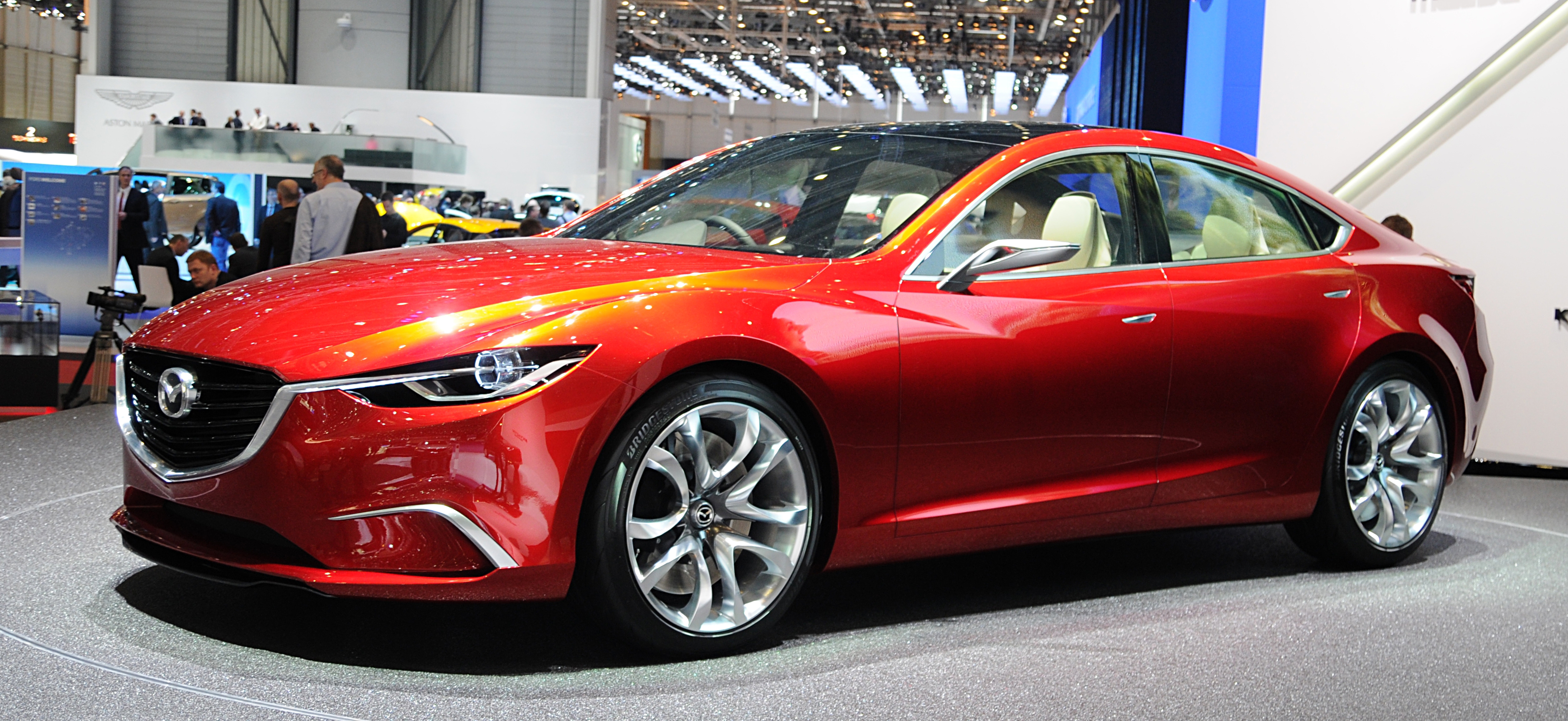
車左側

## 內部連結
- 馬自達6

## 外部連結
- （日語） 馬自達官方網站新聞稿